# Grzybowo (Poméranie-Occidentale)
Pour les articles homonymes, voir Grzybowo.
Grzybowo est une localité polonaise de la gmina rurale et du powiat de Kołobrzeg en voïvodie de Poméranie-Occidentale. Elle se situe à environ 105 km au nord-est de la capitale régionale Szczecin.

## Géographie

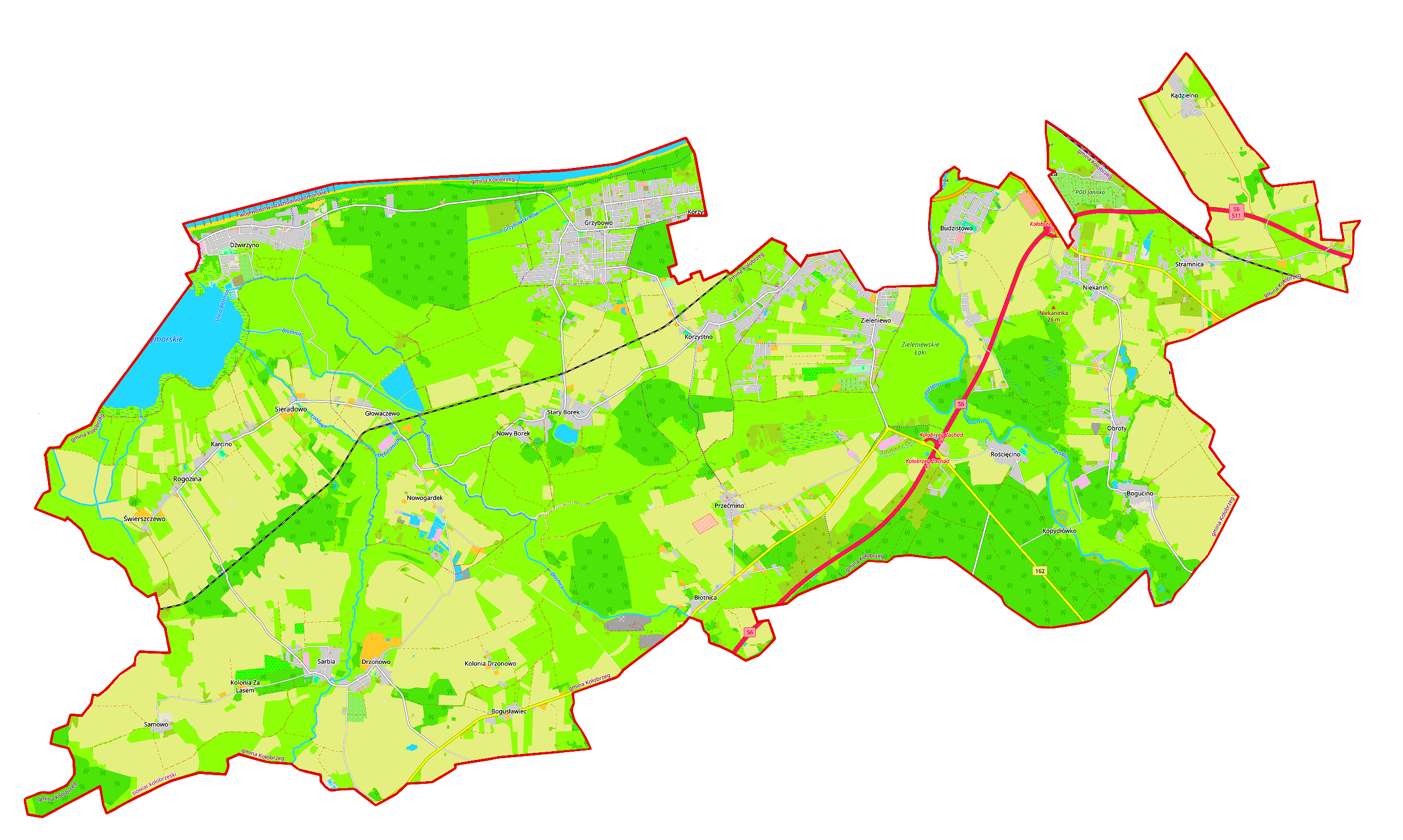
Carte de la gmina de Kołobrzeg.